# Ferreirim (Lamego)
Ferreirim é uma povoação portuguesa sede da Freguesia de Ferreirim do Município de Lamego, freguesia com 5,53 km² de área e 898 habitantes (censo de 2021), e, por isso, uma densidade populacional de 162,4 hab./km².
Situa-se no limite sul do Município, sendo adjacente ao Município de Tarouca.
A Freguesia de Ferreirim foi criada em 1835 em substituição da de Santa Maria Madalena de Mós, que englobava os lugares de Barroncal, Magustim, Senhora da Guia, Mós e Rossas, a que se juntaram os de Ferreirim de Baixo, Ferreirim de Cima e Vila Meã desmembrados da freguesia de Tarouca.

## Demografia
A população registada nos censos foi:
| Distribuição da População por Grupos Etários | Distribuição da População por Grupos Etários | Distribuição da População por Grupos Etários | Distribuição da População por Grupos Etários | Distribuição da População por Grupos Etários |
| -------------------------------------------- | -------------------------------------------- | -------------------------------------------- | -------------------------------------------- | -------------------------------------------- |
| Ano                                          | 0-14 Anos                                    | 15-24 Anos                                   | 25-64 Anos                                   | > 65 Anos                                    |
| 2001                                         | 156                                          | 148                                          | 451                                          | 221                                          |
| 2011                                         | 111                                          | 94                                           | 449                                          | 250                                          |
| 2021                                         | 93                                           | 78                                           | 444                                          | 283                                          |

## Localidades
Fazem parte da freguesia as localidades de:
- Ferreirim
- Mós
- Rossas
- Vila Meã
- Barroncal
- Sr.ª da Guia
- Magustim
- Ponte das Tábuas

## Património
- Mosteiro de Ferreirim ou Igreja paroquial da freguesia de Ferreirim, Convento de Ferreirim, Igreja de Santo António, paroquial de Ferreirim ou ainda Igreja do Convento de Santo António de Ferreirim[6]
- Capela de Stª Bárbara em Vila Meâ
- Capela de São Bento em Rossas
- Capela da Sr.ª da Guia
- Igreja de Santa Maria Madalena em Mós

## Equipamentos sociais
- Associação de Cultura e Desporto São Bento, Rossas, Ferreirim; Inclui Centro de Dia, Bar e Espaço Cultural;
- Associação Desportiva e Recreativa de Ferreirim, Barroncal; tem sede própria com sala de convívio, cozinha tradicional, bar para os associados e museu
- Centro Cultural e Recreativo de Ferreirim; Inclui salão de festas, biblioteca, mini-museu de artesanato, bar, piscina descoberta com esplanada, piscina coberta, pavilhão desportivo, 2 primatas cercopitecídeos, espaço de lazer e para campismo
- Centro Escolar Lamego Sudeste Infra-estrutura, localizada na freguesia de Ferreirim, inaugurada em 6 de setembro de 2010 com capacidade para 250 alunos de várias freguesias do Sudeste do Concelho de  Lamego
- Lar de Sto. António de Ferreirim; Inclui também Centro de Dia